# Santa Isabel (São Paulo)
Santa Isabel is een gemeente in de Braziliaanse deelstaat São Paulo. De gemeente telt 46.902 inwoners (schatting 2009).

## Aangrenzende gemeenten
De gemeente grenst aan Arujá, Guararema, Guarulhos, Igaratá, Jacareí, Mogi das Cruzes en Nazaré Paulista.